# 第二復員省

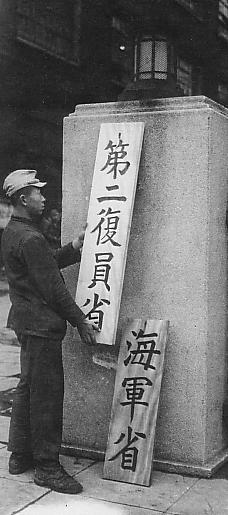
第二復員省开设

第二復員省（日语：／ Daini Fukuin shō */?）是第二次世界大战结束后，同盟國軍事佔領日本時期的日本政府中央省厅之一，取代了戰時的舊海軍省，主管舊日本海軍解散後的軍人復員、遺留船艦及軍用品處理、戰史編纂等業務，同時也負責掃雷跟海運勤務。該省係隨著日本战败，於1945年（昭和20年）12月1日將原海軍省改組而成。

## 简介
1945年（昭和20年）11月30日，日本政府废止原海军省，同日在原海军省任职的旧海军军官全部去职退役。12月1日，日本政府依据《第二復員省官制》（昭和20年勅令第680号）设立第二复员省，其勤务人员从原海军省职员选任，成为“第二复员官”。第二复员省各局长均为敕任官，部长则为敕任或奏任官；第二复员书记官为1人，第二复员属定员142人。1946年（昭和21年）4月1日起，第二复员省职员改称“第二复员事务官”。同年6月15日，日本政府颁发《有关第一复员省官制废止等之敕令》，第二复员省废止，与第一复员省（即原陆军省）合并组成复员厅（原第二复员省改组为复员厅第二复员局）。
第二复员省下属的资料整理部（以旧軍令部第一作战课为中心）亦进行了重建海军的相关研究，其中部分人员日后进入了海上保安廳和海上自衛隊。

## 组织

### 第二復員大臣

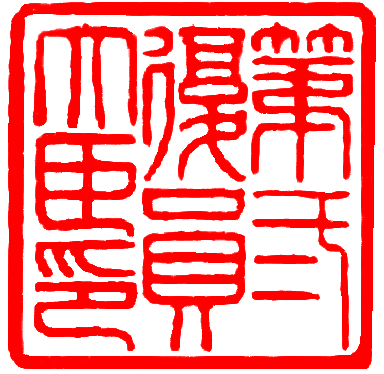
第二復員大臣官印

第二復員大臣与第一復員大臣一样，均由內閣總理大臣（首相）兼任。第二復員大臣除原海軍大臣的事务以外，还要负责复员事宜。
1. 幣原喜重郎（1945年12月1日 - ）
2. 吉田茂（1946年5月22日 - 6月15日）

第二復員政务次官
1. 田中亮一（日语：田中亮一 (政治家)）（1945年12月1日 - 12月26日）

第二復員事务次官
1. 三户寿（日语：三戸寿 (海軍軍人)） 旧海軍中将（1945年12月1日 - 1946年6月15日）

### 大臣官房
大臣官房负责的事务包括：
1. 必需品、燃料、服裝、食物等；
2. 事实调查等；
3. 战败后的停战联络；
4. 医務關聯事項；
5. 海军解散后各部门残余事务的整理；
6. 通訊相关事務；
7. 其他杂务。

大臣官房史实调查部長
1. 富冈定俊（日语：富岡定俊） 旧海軍少将：1945年12月1日 - 1946年3月31日

大臣官房联络部長
1. 横山一郎（日语：横山一郎） 旧海軍少将：1945年（昭和20年）12月1日 -

### 总务局
总务局负责的事务包括：
1. 所管行政的综合调整；
2. 部外交涉；
3. 特別运输舰船（即复员运输舰）的运行；
4. 扫雷；
5. 其他杂务。

总务局長
1. 山本善雄（日语：山本善雄） 旧海軍少将：1945年12月1日 - 1946年6月15日

### 人事局
人事局负责人事相关事务。
人事局長
1. 川井严（日语：川井巌） 旧海軍少将：1945年12月1日 - 1946年6月15日

### 经理局
经理局负责的事务包括：
1. 预算、决算、資金、合同及支付；
2. 会计监察；
3. 国有财产相关。

經理局長
1. 山本丑之助（日语：山本丑之助） 旧海軍主計中将：1945年12月1日 - 1946年6月15日

### 法务局
法务局负责的事务包括：
1. 司法及刑罚；
2. 纪律维持。

法務局長
1. 由布喜久雄（日语：由布喜久雄） 旧海军法务少将：1945年12月1日[4] - 1946年1月25日[5]（其后数日法务局长一职空置）
2. 島田清（日语：島田清） 旧海军法务中将：1946年2月1日[6] - 1946年5月28日[7]

## 地方復員局
日本国内旧镇守府及旧警備府改组为6个地方復員局，负责扫雷作业及復員作业等实务。

### 横須賀地方復員局
- 管轄区域[8]：岩手縣、宮城縣、福島縣、茨城縣、千葉縣、栃木縣、群馬縣、埼玉縣、東京都、神奈川縣、山梨縣、静岡縣、長野縣
- 横須賀地方復員局所管艦船（1945年12月1日在役）
  - 扫雷舰船[9]
    - 第1、68、88、155、159、161、171、180、202号驱潜特务艇
    - 第11、12、13、14号扫海特务艇
    - 其他拖船8艘[10]

  - 特別輸送艦船[11]
    - 酒匂 
 汐风（日语：汐風 (駆逐艦)）、波風、響、花月（日语：花月 (駆逐艦)）、竹（日语：竹 (松型駆逐艦)）、桐（日语：桐 (松型駆逐艦)）、榉（日语：欅 (松型駆逐艦)）、柿（日语：柿 (橘型駆逐艦)）、楠（日语：楠 (橘型駆逐艦)）、初樱（日语：初桜 (駆逐艦)）、茑（日语：蔦 (橘型駆逐艦)）、萩（日语：萩 (橘型駆逐艦)）、菫（日语：菫 (橘型駆逐艦)） 
 福江、四阪、保高、第34、37、97、106号海防艦 
 第9、13、16、19、110、147号运输舰 
 第15、44、47、49、51号驅潜艇 
神岛（日语：神島 (敷設艇)） 
 宗谷、大泊（日语：大泊 (砕氷艦)）
    - 栗桥（日语：栗橋 (救難船)） 
長運丸、千岁丸（日语：千歳丸 (砕氷船)）、高荣丸、冰川丸、菊丸、新兴丸

横須賀地方復員局長官
1. 古村啓藏（日语：古村啓蔵） 旧海军少将：1945年12月1日[12] - 不明
2. 山澄貞次郎 旧海军少将：1946年6月15日 -

### 吴地方復員局
- 管轄区域[8]：愛知縣、三重縣、岡山縣、廣島縣、山口縣、鳥取縣、島根縣、岐阜縣
- 吴地方復員局所管艦船（1945年12月1日在役）
  - 扫雷舰船[9]
    - 第48、76、77、102、104、154、156、217号海防艦
黒神、片島
第102、135、136、137、152、153、175、179号哨戒特務艇
第79、86、164、174、175、179、186、187、198、214、215、217、222、227、232、239、245、246号驅潜特務艇
    - 第5德丰丸、美代丸、第5桐丸、朝日丸、眉山丸 
 其他拖船6艘[10]

  - 特別运输舰船[11]
    - 鳳翔、长鲸（日语：長鯨 (潜水母艦)）、八雲、鹿島、箕面（日语：箕面 (敷設艦)） 
 雪風、春月（日语：春月 (駆逐艦)）、宵月、夏月（日语：夏月 (駆逐艦)）、枫（日语：楓 (松型駆逐艦)） 
 对马（日语：対馬 (海防艦)）、三宅（日语：三宅 (海防艦)）、羽節、宇久、波太、高根、第14、16、36、55、57、59、71、79、106、126、132、150号海防艦 
 第20号运输舰 
 第21号驅潜艇 
 白埼、波胜
    - 第3日正丸、紀進丸、高砂丸

吴地方復員局長官
1. 冈田为次（日语：岡田為次） 旧海军少将：1945年12月1日[12] - 1946年2月27日[13]
2. 森下信衛（日语：森下信衛） 旧海军少将：1946年2月27日[13] - 1946年6月15日 （复员厅第二復員局改组。改组后继续任吴地方復員局長[14]）

### 佐世保地方復員局
- 管轄区域[8]：德島縣、香川縣、愛媛縣、高知縣、大分縣、福岡縣、佐賀縣、長崎縣、熊本縣、宮崎縣、鹿兒島縣
- 佐世保地方復員局所管艦船（1945年12月1日在役）
  - 扫雷舰船[9]
    - 竹生、生名（日语：生名 (海防艦)）、鹈来（日语：鵜来 (海防艦)）、新南（日语：新南 (海防艦)）、志贺（日语：志賀 (海防艦)）、第12、22、26、40号海防艦 
 第176号哨戒特務艇 
 第71、80、89、90、93、99、154、158、169、173、201、218、231、234、242、247、249号驅潜特務艇 
 第15、16号掃海特務艇
    - 其他拖船1艘[10]

  - 特別运输舰船[11]
    - 葛城 
 杉、㭴（日语：樫 (松型駆逐艦)）、莲（日语：蓮 (駆逐艦)）、雄竹（日语：雄竹 (駆逐艦)） 
 择捉（日语：択捉 (海防艦)）、隠岐（日语：隠岐 (海防艦)）、伊王、生野、金輪、第8、27、32、44、52、60、67、118、192、194、198、215、221、215、217号海防艦 
 第137、172号运输舰 
 第23、60号驅潜艇 
 巨济（日语：巨済 (敷設艇)）、济州（日语：済州 (敷設艇)） 
加德、黑岛、鷲埼 
 第19、20号掃海特務艇
    - 光济
早鞆丸、太西丸、筑紫丸（日语：筑紫丸 (特設潜水母艦)）、長江丸、龍平丸

佐世保地方復員局長官
1. 石井敬之 旧海军少将：1945年12月1日[12] - 1946年3月31日[15]
2. 一宫義之 旧海军少将：1946年3月31日[15] - 1946年6月15日 （复员厅第二復員局改组。改组后继续任佐世保地方復員局長[14]）

### 舞鶴地方復員局
- 管轄区域[8]：山形縣、新潟縣、滋賀縣、京都府、富山縣、石川縣、福井縣
- 舞鶴地方復員局所管艦船（1945年12月1日在役）
  - 扫雷舰船[9]
    - 第84号哨戒特務艇
第57、157、162、166、184、219、236号驅潜特務艇
    - 其他拖船1艘[10]

  - 特別运输舰船[11]
    - 夕风（日语：夕風 (駆逐艦)）、槙（日语：槇 (松型駆逐艦)）、榧（日语：榧 (松型駆逐艦)）、椎（日语：椎 (駆逐艦)）、初梅（日语：初梅 (駆逐艦)）、桦（日语：樺 (橘型駆逐艦)） 
 占守（日语：占守 (海防艦)）、国后（日语：国後 (海防艦)）、奄美（日语：奄美 (海防艦)）、第81、85、87、158、160、205、207号海防艦 
 第21号掃海艇
    - 田村丸、室津丸

舞鶴地方復員局長官
1. 鳥越新一 旧海军少将：1945年12月1日[12] - 1946年6月15日 （复员厅第二復員局改组。改组后继续任舞鶴地方復員局長[14]）

### 大阪地方復員局
- 管轄区域[8]：大阪府、和歌山縣、奈良縣、兵庫縣
- 大阪地方復員局所管艦船（1945年12月1日在役）
  - 扫雷舰船[9]
    - 第31、134号哨戒特務艇 
 第4、27、183、185、221、241号驅潜特務艇 
 第21、22号掃海特務艇
    - 第2鮮友丸、第3鮮友丸、榊丸、安津丸、第3高島丸、太東丸、親和丸 
 其他拖船3艘[10]

大阪地方復員局長官
1. 松崎彰 旧海军少将：1945年12月1日[12] - 1946年6月15日 （复员厅第二復員局改组。改组后继续任大阪地方復員局長[14]）

### 大湊地方復員局
- 管轄区域[8]：青森縣、秋田縣、北海道
- 大湊地方復員局所管の艦船 （1945年12月1日現在）
  - 扫雷舰船[9]
    - 仓桥（日语：倉橋 (海防艦)）、屋代（日语：屋代 (海防艦)）、神津、第49号海防艦 
 第23、102号掃海艇 
 石埼（日语：石埼 (敷設艇)） 
 第58、65、72、78、81、181、193、194、196、203、212号驅潜特務艇 
 第17、18号掃海特務艇
    - 第5京仁丸、第7福荣丸 
 其他拖船2艘[10]

大湊地方復員局長官
1. 鹿目善輔（日语：鹿目善輔） 旧海军少将：1945年12月1日[12] - 1946年6月15日 （复员厅第二復員局改组。改组后继续任大湊地方復員局長[14]）